# Europees kampioenschap basketbal vrouwen 1993
Het 24e Europees kampioenschap basketbal vrouwen vond plaats van 8 tot 13 juni 1993 in Italië. 8 nationale teams speelden in Perugia om de Europese titel.

## Voorronde
De 8 deelnemende landen zijn onderverdeeld in twee poules van vier landen. De top twee van elke poule plaatsten zich voor de halve finales.

### Groep A
| Datum   | Land      | Score   | Land      |
| ------- | --------- | ------- | --------- |
| 8 juni  | Polen     | 68 – 92 | Spanje    |
| 8 juni  | Bulgarije | 69 – 79 | Italië    |
| 9 juni  | Spanje    | 76 – 70 | Bulgarije |
| 9 juni  | Italië    | 67 – 64 | Polen     |
| 10 juni | Polen     | 73 – 81 | Bulgarije |
| 10 juni | Italië    | 66 – 56 | Spanje    |

| Groep A |           |             |             |             |            |            |            |        |
| #       | Land      | Wedstrijden | Wedstrijden | Wedstrijden | Doelpunten | Doelpunten | Doelpunten | Punten |
| #       | Land      | G           | W           | V           | V          | T          | Saldo      | Punten |
| 1       | Italië    | 3           | 3           | 0           | 212        | 189        | +23        | 6      |
| 2       | Spanje    | 3           | 2           | 1           | 224        | 204        | +20        | 5      |
| 3       | Bulgarije | 3           | 1           | 2           | 220        | 228        | -8         | 4      |
| 4       | Polen     | 3           | 0           | 3           | 205        | 240        | -35        | 3      |

### Groep B
| Datum   | Land      | Score   | Land      |
| ------- | --------- | ------- | --------- |
| 8 juni  | Rusland   | 53 – 71 | Frankrijk |
| 8 juni  | Hongarije | 82 – 88 | Slowakije |
| 9 juni  | Slowakije | 75 – 80 | Rusland   |
| 9 juni  | Frankrijk | 77 – 64 | Hongarije |
| 10 juni | Rusland   | 76 – 89 | Hongarije |
| 10 juni | Slowakije | 70 – 51 | Frankrijk |

| Groep B |           |             |             |             |            |            |            |        |
| #       | Land      | Wedstrijden | Wedstrijden | Wedstrijden | Doelpunten | Doelpunten | Doelpunten | Punten |
| #       | Land      | G           | W           | V           | V          | T          | Saldo      | Punten |
| 1       | Slowakije | 3           | 2           | 1           | 233        | 213        | +20        | 5      |
| 2       | Frankrijk | 3           | 2           | 1           | 199        | 187        | +12        | 5      |
| 3       | Hongarije | 3           | 1           | 2           | 235        | 241        | -6         | 4      |
| 4       | Rusland   | 3           | 1           | 2           | 209        | 235        | -26        | 4      |

## Plaatsingswedstrijden 5e-8e plaats
| Datum               | Land      | Score    | Land      |
| ------------------- | --------- | -------- | --------- |
| 12 juni             | Bulgarije | 76 – 74  | Rusland   |
| 12 juni             | Polen     | 95 – 64  | Hongarije |
| 13 juni (7e plaats) | Rusland   | 103 – 83 | Hongarije |
| 13 juni (5e plaats) | Bulgarije | 72 – 77  | Polen     |

## Halve finales
| Datum   | Land   | Score   | Land      |
| ------- | ------ | ------- | --------- |
| 12 juni | Italië | 54 – 56 | Frankrijk |
| 12 juni | Spanje | 73 – 55 | Slowakije |

## Bronzen finale
| Datum   | Land   | Score   | Land      |
| ------- | ------ | ------- | --------- |
| 13 juni | Italië | 67 – 68 | Slowakije |

## Finale
| Datum   | Land   | Score   | Land      |
| ------- | ------ | ------- | --------- |
| 13 juni | Spanje | 63 – 53 | Frankrijk |

## Eindrangschikking
| Goud   | Spanje    |
| Zilver | Frankrijk |
| Brons  | Slowakije |
| 4      | Italië    |
| 5      | Polen     |
| 6      | Bulgarije |
| 7      | Rusland   |
| 8      | Hongarije |

1938 · 
1950 · 
1952 · 
1954 · 
1956 · 
1958 · 
1960 · 
1962 · 
1964 · 
1966 · 
1968 · 
1970 · 
1972 · 
1974 · 
1976 · 
1978 · 
1980 · 
1981 · 
1983 · 
1985 · 
1987 · 
1989 · 
1991 · 
1993 · 
1995 · 
1997 · 
1999 · 
2001 · 
2003 · 
2005 · 
2007 · 
2009 · 
2011 · 
2013 · 
2015 · 
2017 · 
2019 · 
2021 · 
2023